# اگدنس
اگدنس (به لاتین: Agdenes) یک سکونتگاه مسکونی در نروژ است که در سور تروندلاگ واقع شده‌است.

## خصوصیات
اگدنس ۳۱۷٫۶۶ کیلومترمربع مساحت و ۱٬۷۱۹ نفر جمعیت دارد.